# Cidokom (Rumpin)
Cidokom is een bestuurslaag in het regentschap Bogor van de provincie West-Java, Indonesië. Cidokom telt 11.472 inwoners (volkstelling 2010).